# Ч'єу Да
Ч'єу Да ( в'єт. Triệu Đà, між 240 до н. е. і 230 до н. е. — 137 до н. е.) — засновник держави Намв'єт, перший володар династії Ч'єу в 208—137 роках до н. е. Відомий в китайських джерелах як Чжао То.

## Життєпис

### Молодість
Народився між 240 і 230 роками до н. е. в Чжендіні в китайському царстві Чжао. Ймовірно, належав до панівної династії, оскільки звався Чжао То. У 222 році до н. е. Чжао було захоплено царством Цінь. Чжао То переходить на службу до Цінь. У 219—214 роках до н. е. брав участь у походах проти південних племен байюе. Після цього призначений очільником повіту Лончуань. Тут проводив політику колонізації та асиміляції місцевого населення.
Скориставшись розгардіяшем в імперії Цінь після смерті 210 року до н. е. імператора Цінь Ши Хуан-ді, став фактично напівнезалежним правителем на півдні імперії, 208 року до н. е. обійнявши посаду тимчасового військового губернатора. Наказав стратити чиновників, вірних династії Цінь. При цьому спирався на знать народі юе, що залишалася опозиційною до центрального уряду.

### Заснування династії
Близько 206 року до н. е. зумів підкорити державу Аулак (Північний В'єтнам), за легендою, завдяки шлюбу свого сина Тхюї з принцесою Мі Тяу, донькою аулакського правителя Ан Зионг Вионга. Слідом за цим (до 204 року до н. е.) оголосив про утворення держави Наньюе (Південної Юе), згодом відоме як Намв'єт. Своєю столицею зробив Паньюй.
Мусив спочатку боротися проти сусідів — Міньюе та Сінань Ї, а також анклаву Сі Оу і племен лакв'єтів.

### Володар Намв'єту
Лише 196 року до н. е. Ч'єу Да було визнало самостійним правителем з боку династії Хань. Втім той не почувався достатньо певно, тож мусив надсилати коштовні подарунки до двору китайських імператорів, які розглядалися як данина.
Втім ситуація змінилася у 185 році до н. е., коли імператриця Люй Чжи заборонила торгівлю Китаю з Наньюей. Поступово конфлікт переріс у політичну площину, попри те, що спочатку Ч'єу Да бажав мирного вирішення суперечок.
Зрештою 183 року до н. е. Ч'єу Да оголосив себе імператором Наньюей У, атакувавши У Жуя, бо (графа) Чанши. У відповідь 181 року до н. е. китайська армія вдерлася до Наньюей, але через спеку та вологість значна частина її загинула. Війна припинилася зі сходженням на трон в Китаї Лю Хена. В результаті торговельні відносини було відновлено, Ч'єу Да перестав титулуватися імператором у відносинах з Китаєм(в середині Наньюе зберіг цей титул), номінально визнав зверхність династії Хань.
Згодом спокійно володарював у своїй державі до самої смерті 137 року до н. е. Йому спадкував онук Ч'єу Ван Вионг.